# Thészeusz hadművelet
A Thészeusz hadművelet (más néven: gazalai csata, németül: Unternehmen Theseus) a tengelyhatalmak egyik észak-afrikai offenzívájának volt a fedőneve a második világháborúban. A hadművelet célja a Gazala és Bir Hakeim közötti, megerősített állásokba beásott szövetségesek bekerítése, és Tobruk erődjének bevétele volt. A sikeres offenzíva a német-olasz csapatok további előrenyomulásához vezetett egészen El-Alameinig, a tengelyhatalmak második világháborús észak-afrikai előretörésének legkeletibb pontjáig.

## Előzmények
Olaszország 1940. június 10-én hadat üzent Franciaországnak és Nagy-Britanniának. Az olasz diktátor, Benito Mussolini rövid háborúra számított, és abban bízott, hogy a németekkel való szövetség révén Olaszország egyes területi igényeit ki tudja majd elégíteni. Észak-Afrikában ez részben az olasz gyarmat, Líbia nyugati irányú, francia kézen lévő Tunézia kárára történő megnagyobbításából állt. Kelet felé pedig Egyiptom és a stratégiai jelentőségű Szuezi-csatorna feletti ellenőrzésre, valamint a kelet-afrikai gyarmataikkal való közvetlen szárazföldi összeköttetés kialakítására törekedtek. Miután Franciaország a nyugati hadjáratban vereséget szenvedett, és Tunézia a szövetséges Vichy-Franciaországhoz tartozott, az észak-afrikai olasz expanziós célok teljesen egészében Egyiptomra helyeződtek át. Olaszország végül 1940. szeptember 9-én a 10. hadseregével bevonult Egyiptomba.

## Az észak-afrikai hadszíntér
Az invázió azonban kevésbé zajlott sikeresen, és a csapatok rossz ellátása és felszerelése miatt már a líbiai-egyiptomi határtól picivel több, mint 100 km-re elakadt. December 8-án a szövetségesek Compass hadművelet (Operation Compass) néven ellentámadást indítottak. Az eredetileg csak pár naposra tervezett, az olaszok Egyiptomból való kiűzésére irányuló hadművelet olyannyira sikeresnek bizonyult, hogy az előrenyomulás egészen a líbiai határig folytatódott. 1941. február elejéig a szövetséges csapatok El Agheilával bezárólag elfoglalták Kireneikát, és az olasz 10. hadsereget majdnem teljesen felmorzsolták.
Olasz-Líbia teljes bevétele mindazonáltal elmaradt, mert az Észak-Afrikában lévő szövetséges csapatok egy részét a németek 1941 áprilisában meghirdetett balkáni hadjáratában kellett bevetni védekezésül. Mialatt a szövetségesek 1941 februárjától csapatokat vontak el Görögország védelmére, Németország az úgynevezett Napraforgó hadművelet (Unternehmen Sonnenblume) keretében titokban elindította első csapatrészeit Tripoliba, és megalapította a Német Afrikakorpsot. Mindössze pár héttel megérkezése után az Erwin Rommel vezette Afrikakorps az olasz hadosztályokkal közösen Líbiában újra támadásba ment át, mire a kis létszámú és túlnyomórészt tapasztalatlan szövetséges csapatok sietősen kivonultak Kireneikából.
Április folyamán a tengelyhatalmak ismét előretörtek az egyiptomi határon fekvő Halfaya-hágóig. Mindössze a stratégia jelentőséggel bíró tengeri kikötőt, Tobrukot tartotta továbbra is a szövetséges helyőrség. Miután 1941 áprilisában és május elején egy sor, Tobruk elleni támadás kudarcot vallott, korlátos erőforrásai kímélése céljából Rommel a város hosszabb ostromára rendezkedett be. Ezzel egy időben a szövetségesek Archibald Wavell vezette közel-keleti főparancsnoksága megkezdte egy ellentámadás tervezését és előkészítését, hogy a Kireneika feletti ellenőrzést visszaszerezzék és az ostromlott várost felmentsék. Az első ellentámadás – Operation Brevity néven – már május 15-én megkezdődött, azonban alig tudott többet elérni, mint a Halfaya-hágó visszafoglalását, és azt is csak május 27-ig. Időközben (1941. május 20. és június 1-je között) zajlott a krétai csata, ami német siker esetén a tengelyhatalmak légi támogatását és ellátását jelentősen javíthatta. Egy második, június 15-én indult szövetséges offenzíva – Operation Battleaxe – sikertelenül végződött, nagy páncélosveszteségeket szenvedett el, és a szövetséges csapatok épphogy csak meg tudtak menekülni a bekerítéstől és megsemmisüléstől. A kudarc után Archibald Wavellt a közel-keleti főparancsnokság élén Claude Auchinleck váltotta.
Auchinlecknek egy 1941 novemberében kezdődött offenzívával – Operation Crusader – végül sikerült az ostromlott Tobrukot felmentenie és az egyiptomi-líbiai határig húzódó terület egészét szövetséges fennhatóság alá vonnia. Kireneika többi részének újraelfoglalása ugyanakkor meghiúsult Rommel gyors ellentámadása miatt, ami végül február elején a gazalai szövetséges védelmi rendszernél patthelyzethez vezetett. A lezajlott harcoktól és az állandó ellátási nehézségtől mindkét fél meggyengült ahhoz, hogy további támadásokat tudjon kezdeni. Beásták magukat és egyelőre lemondtak a további offenzívákról.

## Katonai helyzet
Az 1941. november és 1942. február közötti heves harcokban mindkét fél erői annyira kimerültek, hogy nem volt lehetőségük további támadásokra. Összességében a szövetségesek kedvezőbb pozícióban helyezkedtek el: egyrészt a kötelékeik Gazalánál jól kiépített állásokból nézhettek szembe a német és olasz csapatokkal, másrészt az utánpótlásvonalaik jelentősen rövidebbek voltak. A tengelyhatalmak számára csapataik ellátása a britek uralta Földközi-tengeren keresztül állandó probléma maradt, ami még Kréta elfoglalása és Málta blokádja után is csak csekély mértékben javult. Rommel egyetlen reményét az utánpótlásvonalaik lerövidítésére Tobruk tengeri kikötőjének mielőbbi bevétele jelentette.

## Rommel támadási terve
Rommel azt tervezte, hogy a Gazala és Bir Hakeim közötti jól kiépített szövetséges állásokat gyorsan mozgó, motorizált csapataival déli irányban megkerüli. Az átkaroló hadművelet legbelső pozíciójában lévő olasz „Ariete” páncélozott hadosztálynak, illetve a hozzájuk kapcsolódó német 21. és 15. páncéloshadosztálynak kellett észak felé a brit 8. hadsereg hátában előretörnie. A 21. páncélos hadosztálynak Bir Hakeimen kellett keresztülnyomulnia. Ha ott túl szívós ellenállásba ütközik, akkor kell a rádióban elhangzó „Venezia” parancsra az olasz „Ariete” hadosztálynak a harcok helyszínét átvennie, hogy az egész előrenyomulás ne akadjon el. A további tüzérségi és légvédelmi zászlóaljjal megerősített 90. könnyű Afrika-hadosztálynak kellett a megkerülés legkülső szárnyán operálnia. Ezzel egy időben az olasz X. és XXI. hadtestnek kellett szemből a gazalai szövetséges állásokat megtámadnia, hogy a megkerülő manőverről elterelje a figyelmet. Egyedül az olasz 101. „Trieste” hadosztály nem vett részt az elterelő támadásban, mert helyette délebbre, az ellenséges aknamezőben kellett folyosót nyitnia, hogy a páncéloshadosztályok utánpótlását biztosítsa. Az egész műveletre megközelítőleg egy napot szántak, hogy az offenzíva második napján a védőállásaikban lévő szövetséges csapatokat már két oldalról tudják támadni. A páncéloshadosztályokat a 15. lövészdandárnak kellett támogatnia, amelynek teherszállító dereglyékkel (csónakokkal) kellett a szövetséges csapatok mögött partot érnie, majd a Via Balbát aknamentesítenie és elfoglalnia. A 90. könnyű hadosztálynak eközben El Adem repterét kellett elfoglalnia, és a keletről esetlegesen beérkező szövetséges erősítéseket lekötnie. Így a támadás második napjának estéjéig a szövetséges csapatok nagy részét fel kellett morzsolni. A hadműveletekhez kapcsolódóan Tobruk rajtaütésszerű elfoglalásával, illetve maximum két napig tartó támadással számoltak.
A komoly fáradozások ellenére, hogy a hadműveletet titokban tartsák, a britek az Enigma segítségével mégis értesültek a küszöbönálló offenzíváról, bár sem a pontos időponttal, sem az ellenséges csapatok csapásirányával nem voltak tisztában. A brit vezetésen belül, Winston Churchill, Claude Auchinleck és Neil Ritchie között is nagyon különböző vélemények alakultak ki arról, hogy mikorra várható a támadás, és mik Rommel tervei.

## Részt vevő erők

### Tengelyhatalmak
A hadművelet kezdetén a Panzerarmee Afrika összesen 565 db páncélost tudott bevetni, ebből 281 db Panzer III-t 5 cm-es rövid ágyúval (5-cm-KwK 38 L/42), további 19 db Panzer III-t 5 cm-es hosszú ágyúval (5-cm-KwK 39 L/60), valamint 40 db Panzer IV-t 7,5 cm-es ágyúval (7,5-cm-KwK 37 L/24). A maradék 225 páncélos különböző olasz modell volt. Közvetlenül a működési területen nagyjából 460 repülő állt rendelkezésre, melyek közül 400 volt direktben bevethető. Ezek közül 192 db volt német repülőgép, amit 135 db vadászgép (95 bevethető), továbbá 64 db Ju 87-es zuhanóbombázó (54 bevethető) tett ki. A fennmaradó 261 repülőgép különböző olasz vadász- és bombázógép volt. Súlyos helyzetben nagyjából további 1000 repülőgépet lehetett aktivizálni, amik Görögországban, Krétán és Szicíliában állomásoztak.
- Panzerarmee Afrika (Erwin Rommel tábornagy)
  - Deutsches Afrikakorps (Walther Nehring altábornagy)
    - 15. páncéloshadosztály (Gustav von Vaerst vezérőrnagy)
    - 21. páncéloshadosztály (Georg von Bismarck vezérőrnagy)

  - 90. könnyű Afrika-hadosztály (Ulrich Kleemann vezérőrnagy)
  - olasz XX. hadtest (Gastone Gambara – Generale di Corpo d'Armata)
    - 132. „Ariete” páncéloshadosztály
    - 101. „Trieste” motorizált gyalogoshadosztály

  - Crüwell csoport (a Ludwig Crüwell páncélos tábornokról elnevezett és általa vezetett alakulat a Thészeusz hadműveletre lett összeállítva, és Rommel távolléte alatt az északi csapatokat irányította.)
    - Olasz XXI. hadtest (Enea Navarrini – Generale di Corpo d'Armata)
      - 102. „Trento” motorizált gyalogoshadosztály
      - 60. „Sabratha” gyalogoshadosztály
      - 15. lövészdandár (a hadművelet időtartamára a 90. könnyű Afrika-hadosztályból kiválva)

    - Olasz X. hadtest
      - 17. „Pavia” gyalogoshadosztály
      - 27. „Brescia” gyalogoshadosztály

### Szövetségesek
A Gazalai csatát megelőzően a brit csapatok amerikai fegyverszállítmányokat, elsősorban amerikai M3/Lee/Grant harckocsikat kaptak. Így a 75 mm-es lövegeknek köszönhetően a britek az észak-afrikai hadszíntéren először rendelkeztek  lőtávolságban és átütőerőben a német páncélosokkal egyenértékű modellel. Mivel a britek maguk is offenzívát terveztek Gazalánál, amiért erőket csoportosítottak ide, a Thészeusz hadművelet alatt további páncélosok érkeztek be, amiket a csatában erősítésként vetettek be. A csata kezdetén 849 db harckocsi állt a szövetségesek rendelkezésére, amik közül 167 db Grant, 149 db ugyancsak amerikai Stuart páncélos, valamint 257 db brit Crusader, 166 db Valentine és 110 Matilda II. páncélos volt. A Desert Air Force körülbelül 320 db repülőgéppel (ebből csak 190 db bevethető) bírt.
Middle East Command – Claude Auchinleck
- 8. hadsereg (Neil Ritchie)
  - XIII. hadtest (William Gott)
    - dél-afrikai 1. gyalogoshadosztály
    - dél-afrikai 2. gyalogoshadosztály
    - brit 50. gyalogoshadosztály
    - lengyel „Kárpát” dandár
    - 32. páncélosdandár
    - 1. páncélosdandár

  - XXX. hadtest (Charles Norrie)
    - 1. páncéloshadosztály
    - 7. páncéloshadosztály
      - indiai 29. gyalogosdandár
      - 1. szabad francia dandárcsoport (Marie-Pierre Kœnig)

  - Tartalék
    - 5. indiai gyalogoshadosztály
    - 10. indiai gyalogoshadosztály
    - indiai 11. gyalogosdandár
    - indiai 5. gyalogosdandár (1942. június közepétől)

## A hadművelet lezajlása

### A védelmi vonal megkerülése (május 26-27.)
A Thészeusz hadművelet 1942. május 26-án a szövetségesek központi állásai elleni heves zárótűzzel kezdődött. 14 órakor az olasz hadosztályok az ellenséges vonalakkal szembeni frontális támadásra vonultak fel. Az olasz kötelékek között kis csoportokban német katonák és páncélosok is elhelyezkedtek. Rommel igyekezett azt a látszatot kelteni az ellenségben, hogy a Panzerarmee Afrika teljes erejével támad. Ez a számítás arra épített, hogy a szövetségesek haladéktalanul csapatokat helyeznek át a védelmi vonal délebbi részeiről az északira. 22 óra körül, a sötétség leple alatt a tengelyhatalmak páncélos kötelékei megkezdték az átkaroló hadmozdulatot.
Eleinte a művelet észrevétlen maradt, és a csapatok a védvonal déli végéig, Bir Hakeimig nyomultak előre. Május 27. kora reggeli óráiban azonban heves harcok bontakoztak ki az ott védekező 3. indiai dandár és az „Ariete” hadosztály, valamint a 21. páncéloshadosztály részei között. Csak háromórás csata és súlyos veszteségek után sikerült a tengelyhatalmak kötelékeinek lerohannia a védőket. Az indiai dandár maradéka Bir al Gubiba húzódott vissza. Ezután az „Ariete” hadosztály a Bir Hakeim elleni támadásra vonult fel, amit a francia dandár védett, ami június 11-ig a Bir Hakeim-inek nevezett csatában a tengelyhatalmak minden kísérletének ellenállt, ami az oázis bevételére irányult.
Keletebbre a német 15. páncéloshadosztály futott össze a brit 7. hadseregdandárral, ami az indiai csapatok támogatására sietett. Nem utolsósorban a szövetségesek időközben bevetett, 75 mm-es löveggel rendelkező amerikai Grant harckocsijainak köszönhetően a német páncéloshadosztály sorozatos veszteségeket szenvedett, végül azonban át tudott jutni. A 4. páncélos hadseregdandár végül El Adembe vonult vissza. Az átkaroló hadmozdulat legkülső szárnyán a 90. könnyű Afrika-hadosztály találkozott a 7. motorizált dandárral, és tudta végül kelet felé, Bir el Gubi irányába szorítani. A könnyű hadosztály délelőtt aztán északi irányba folytatta előrenyomulását, ahol később rátalált a brit 7. páncéloshadosztály főhadiszállására, amit bevett. A fogságba esettek között volt Frank Messervy hadosztályparancsnok is, aki segédtisztnek adta ki magát, és nem sokkal később meg tudott szökni. A 90. könnyű hadosztály kezdetben El Adem felé folytatta előrenyomulását, ahol végül a 4. páncélos dandárba botlott, ami ugyan csak néhány órával korábban vonult vissza a 15. páncéloshadosztállyal folytatott harcból, ám időközben erősítést kapott. Az elkövetkező keserves és veszteséges harcok következtében a könnyű hadosztály este kb. 5 km-t visszavonult délre.
A hadművelet első két napjának eredményei mindkét fél számára vegyesek voltak. A tengelyhatalmak céljaik elérésében – a Gazala vonalnál állomásozó szövetséges csapatok elvágásában – egyértelműen kudarcot vallottak. Bár a 15. és 21. páncéloshadosztály mélyen előretört, ugyanakkor páncélosai kb. harmadát elveszítette, és az átkaroló csapat többi egysége lemaradt tőlük. A 90. könnyű hadosztály váratlanul erős páncélozott erőkkel találta magát szemben, az „Ariete” hadosztály pedig nem tudta sem Bir Hakeimet bevenni, sem az előre tervezett állását elérni, és a „Trieste” hadosztállyal is megszakadt az összeköttetése. Összességében a szövetségesek páncélozott erőit nagyban alábecsülték. Az előrenyomult csapatokat el voltak vágva az utánpótlástól, túlzottan szét voltak szóródva, és minden oldalról kisebb-nagyobb erejű ellenséges kötelékekkel voltak körbevéve. Pozitívumként csak azt lehetett feljegyezni, hogy nagy mennyiségű szövetséges utánpótlást tudtak zsákmányolni, és a támadás az ellenséges hadvezetést erősen megrázta. A Panzerarmee Afrika vezérkari stábjában eluralkodott a nézet, hogy a hadművelet kudarcot vallott, és amilyen gyorsan csak lehet, vissza kell vonulniuk a kiindulási pozíciójukba.

### Katlanban
Május 28-tól a tengelyhatalmak támadása délen mindenhol elakadt. A szövetségesek beérkező erősítései minden további, északi irányú előrejutást meggátoltak. Egyidejűleg a szabad francia dandár Bir Hakeimnél elkeseredett ellenállást tanúsított, és az olasz „Ariete” hadosztály minden támadását napról-napra visszaverte. Ezen felül a Brit Királyi Légierő (Roya Air Force – RAF) fokozta támadásait Rommel kötelékével szemben. Északon és keleten a szövetséges, valamint Bir Hakeimnél a szabad francia csapatok közé ékelődve, nyugaton pedig egy széles aknamezőtől elzárva, és így minden utánpótlástól elvágva, a tengelyhatalmak helyzete egyre inkább kétségbeejtővé vált. Az angol nyelvű irodalomban később a tengelyhatalmak hadművelet során kialakult ezen pozícióját „Cauldron” (üst, kondér) megnevezéssel jellemezték, míg német oldalon „Wurstkessel” (kolbászfőző üst, kondér) szóval illették.
Rommel ebben a szituációban úgy döntött, hogy csapatait teljesen a katlan nyugati részére koncentrálja, hogy az olasz „Trieste” hadosztálynak – ami még mindig azon munkálkodott, hogy Bir Hakeimtől északra az aknamezőben utat nyisson az utánpótlásnak – egy biztos hídfőt készítsen elő. A biztosítandó pozíciónál elhelyezkedő brit 50. gyalogoshadosztály 150. dandárját május 30-án át tudták törni. Végül két folyosót tudtak a védelmi gyűrűn keresztül biztosítani, és a katlanban lévő páncélos alakulatok ellátását elkezdeni. De az újra megjavult ellátási helyzet ellenére sem sikerült eleinte az északra való előrenyomulást tovább folytatni. A szabad francia dandár tovább tartotta Bir Hakeimet, és június 1-jén, majd a következő napokban az „Ariete” hadosztály további – ezúttal a 90. könnyű Afrika-hadosztállyal támogatott – támadásait is visszaverte.
Az átkaroló csapat láthatóan sikeres védekezését látva Claude Auchinleck, a 8. hadsereg parancsnokát, Neil Ritchiet azonnali ellentámadásra (Operation Aberdeen) ösztökélte. Északon a számottevő páncélostámogatás nélkül működő olasz hadosztályoknak vissza kellett húzódniuk, és az ellenséges páncéloshadosztályok további támadása miatt a katlan déli részében összeszorulniuk. Ritchie jóval kevésbé optimistán ítélte meg a helyzetet, és eleinte további csapatokat vont össze El Ademnél, mielőtt június 5-én 2:50-kor ellentámadást indított. A kezdeti jó ütemű előrehaladás után a szövetséges kötelékek kemény ellenállásba ütköztek. A délen bevetett szövetséges páncélosdandárok nagy veszteségeket szenvedtek, és a kora délutáni órákban az előretörés elakadt. Ebben a helyzetben kezdett Rommel ellentámadásba. Az „Ariete” hadosztály és a 21. páncéloshadosztály keleti, a 15. páncéloshadosztály északi irányban tört előre. Sikerült a szövetséges páncélosdandárokat visszavonulásra kényszeríteni, és több parancsnoki állást lerohanni. A katlanban ragadt szövetséges gyalogsági, tüzérségi és felderítőegységeket a páncélosok így minden támogatástól elvágták, és a következő napon, június 6-án egymás után lerohanták. Az olasz hadosztályok ellen sem sikerült a szövetséges XIII. hadtestnek északon számottevő területnyereséget elkönyvelnie.
A következő napokban, június 10-ig Rommel folyamatosan gyors, északi és keleti irányú előretörésekre vállalkozott, hogy egy további nagyobb szövetséges támadási hullám felépítését csírájában elfojtsa. Ezzel egyidejűleg csapatai nagy részét a szabad francia dandár által még mindig tartott Bir Hakeim bevételére koncentrálta, ami állandó fenyegetést jelentett az átkaroló csapat hátában, és veszélyeztette az utánpótlásvonalakat. Minden erőfeszítés ellenére először június 10-én sikerült mélyebben betörni a francia védelmi állásokba. Bár körbezárták, Kœnig őrnagynak még június 11-re virradó éjszaka sikerült csapatainak nagy részével (kb. 2700 fővel az eredeti 3600-ból) az ellenséges vonalakon átcsúsznia, és nyugatra kijutnia. Amikor a tengelyhatalmak június 11. délelőtti óráiban bevették Bir Hakeimet, kb. 500 szabad francia katonát ejtettek fogságba, akiknek a sebesülései többségükben túl súlyosak voltak az éjszakai kitöréshez.
Bir Hakeim bevétele után Rommel a csapatait ismételten keleti és északi irányba engedte előretörni. Június 13-ig a szövetséges kötelékek az úgynevezett „Knightsbridge Boxban”, illetve El Ademnél vissza lettek szorítva. Ezzel a tengelyhatalmaknak nyitva állt az út Tobruk felé, és a lehetőség, hogy a XIII. hadtestnek – amely még mindig a Gazala előtti olasz hadosztályokkal csatározott – a hátába kerüljön.

### A 8. hadsereg visszavonulása
A helyzetre való tekintettel Auchinleck június 14-én parancsba adta a Gazala-vonal feladását. A csapatoknak új védelmi vonalat kellett képezniük Tobruk előtt, északról Acroma, El Adem és Sidi Rezegh között. Már maga a visszavonulás nehézkesen alakult, mert a part menti út nem nyújtott elegendő kapacitást az összes hadosztály és brigád mozgásához. Az 50. gyalogoshadosztály két dandárjának ezért az olasz „Brescia” és „Pavia” hadosztályok vonalain kellett átküzdenie magát, hogy utána széles ívben – azon az úton, amit Rommel átkaroló csapata bevett – kelet felé megkezdje a visszavonulását.
Még ha az új állásokba való visszavonulás eleinte sikerült is, nem tudták tartani azokat. A tengelyhatalmak június 15-én és 16-án is bevettek központi pontokat a védelemben. Ezért Auchinleck június 17-én nem maradt tovább tétlen, és megparancsolta a 8. hadsereg további visszavonulását, kezdetben a 160 km-re, keletre fekvő Marsa Matruhig, később aztán a még 160 km-re lévő El Alameinig. A tobruki helyőrségnek – mint előző évben – a várt ostrommal szemben legalább egy ideig ki kellett tartania, és a tengelyhatalmak csapatait lekötnie.

### Tobruk eleste
Tobruk védelmét a dél-afrikai 2. hadosztály vette át, amit két további gyalogsági, egy páncélos és egy légvédelmi dandár támogatott. Azonban még mielőtt a kikötőváros védelmét kielégítően megszervezték volna, a tengelyhatalmak csapatai elérték a várost. Már június 20-án megkezdődött délkeleti irányból a roham a brit és dél-afrikai védők ellen, akiknek a kötelékei a további harcok során megbomlottak. A rá következő napon a szövetséges parancsnok, Hendrik B. Klopper vezérőrnagy kb. 35.000 emberével megadta magát.

## Következmények
Még ha a Thészeusz hadművelet Rommel egyik legnagyobb katonai sikerének is számít, csapatai magas veszteségeket szenvedtek el, különösen harckocsikból. A páncélos erők ezen veszteségeit a Panzerarmee Afrika soha nem tudta kiheverni. Az elkövetkezendő, 1942 júliusa és novembere között zajló, El Alamein előtti harcokban a páncélos alakulat meggyengülése jelentős szerepet játszott a tengelyhatalmak vereségében.

## Fordítás
- Ez a szócikk részben vagy egészben  az   Unternehmen Theseus című német Wikipédia-szócikk ezen változatának fordításán alapul.  Az eredeti cikk szerkesztőit annak laptörténete sorolja fel. Ez a jelzés csupán a megfogalmazás eredetét és a szerzői jogokat jelzi, nem szolgál a cikkben szereplő információk forrásmegjelöléseként.